# Kalmar regemente
Kalmar regemente – jeden z pułków piechoty szwedzkiej. Istniał w latach 1623–1927 oraz 1994–1997. Jego barwami były: czerwony i żółty.
W lipcu 1656, w czasie potopu szwedzkiego, walczył w zwycięskiej dla Szwecji bitwie pod Warszawą, zaś w 1702 w bitwie pod Kliszowem.

## Organizacja
| 1686 - Livkompaniet - Överstelöjtnantens kompani - Majorens kompani - Östra Härads kompani - Uppvidinge kompani - Västra Härads kompani - Aspelands härads kompani - Konga härads kompani | 1997 - Mörebygdens hemvärnsbataljon - Ölands hemvärnsbataljon - Emådalens hemvärnsbataljon - Vimmerby-Tjusts hemvärnsbataljon |